# Lena Connell
Lena Connell, nata Adelin Beatrice Connell, conosciuta anche come Beatrice Cundy (Londra, 27 luglio 1875 – Londra, 4 marzo 1949) è stata una fotografa britannica ed una suffragetta.

## Biografia

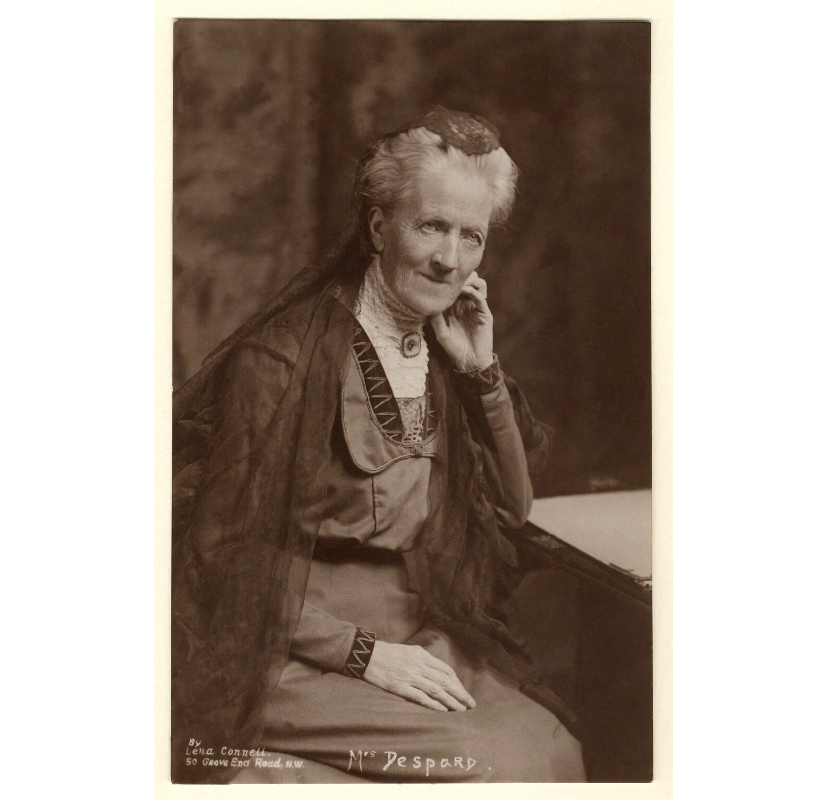
La scrittrice irlandese Charlotte Despard, 1910 circa

Figlia di Frederic e Catherine, ebbe due sorelle Dora e Aline. Il padre ed il nonno erano noti per aver prodotto orologi estremamente precisi, chiamati cronometro. Suo padre si interessò anche alla fotografia diventandone un negoziante, mentre le sorelle divennero sue assistenti mentre Lena, invece, preferì affrontare la professione di fotografa.
Sembra che Connell sia stata la prima a fotografare soggetti maschili. Connell scattò foto delle componenti principali della Women's Freedom League come Emmeline Pankhurst e di altre leader del suffragio femminile, invitata dalla suffragetta Gladice Keevil dopo il suo rilascio dal carcere. Queste immagini diventarono cartoline vendute ai sostenitori come metodo per raccogliere fondi. Connell collaborò con Cicely Hamilton alla produzione della regista teatrale, produttrice e costumista Edith Craig nella sua opera teatrale A Pageant of Women. I ritratti di Connell dei principali attori quali Ellen Terry, Christopher St. John, Cicely Hamilton e della stessa regista Edith Craig, furono esposti alla Royal Photographic Society nel 1910-1911.

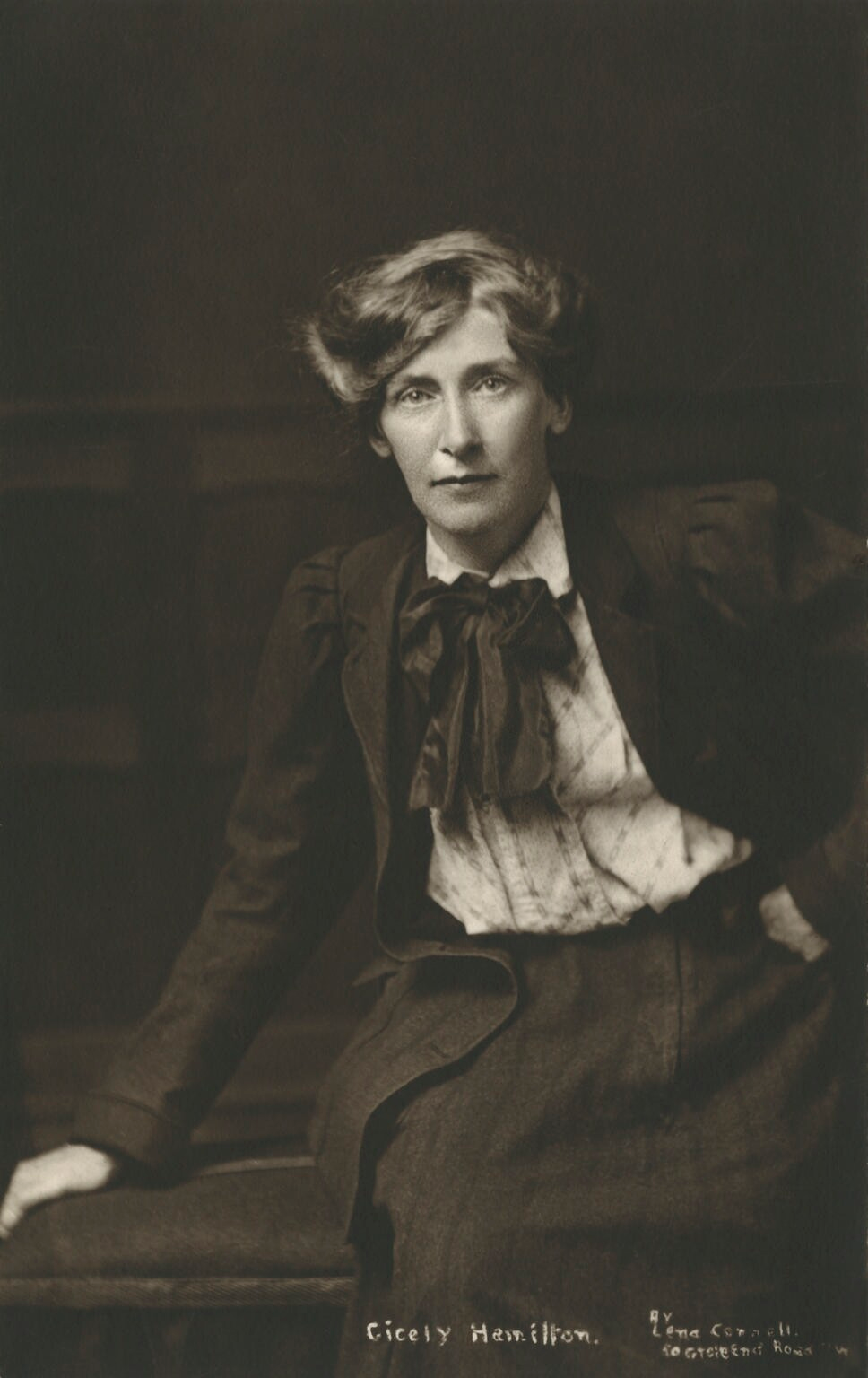
L'attrice e suffragetta Cicely Hamilton, 1910 circa

Nel 1911 Connell pubblicò un annuncio nella rivista "The Suffragette" in cui cercava un assistente per lavorare nel suo studio, al quale rispose Madame Yevonde. Tre anni dopo sposò Jack Cundy e nel 1922 chiuse lo studio fotografico dedicandosi alla fotografia "a casa" ed usando il nome da sposata Beatrice Cundy. Le sue fotografie sono conservate al National Portrait Gallery di Londra.